# القصخون
القصخون المعروف أيضًا باسم الحكواتي، هي مهنة تاريخية تتعلق بالراوي المحترف الذي يتخصص في سرد القصص في العراق، ولا سيما بغداد. وقد تميز هؤلاء الرواة بمهاراتهم السردية العاطفية والجذابة التي أبقت جمهورهم منخرطًا في قصصهم. وكان رواة القصص يجلسون عادةً في مقاهي بغداد ويروون قصصًا وفولكلورًا متنوعًا على المقاعد. وترتبط المهنة أيضًا بألف ليلة وليلة الشهيرة وراويتها الرئيسية شهرزاد.

## وصف
يعود تاريخ سرد القصص في بغداد إلى عصر الخلافة العباسية، حيث ازدهرت بغداد في العصور الوسطى، واحتضنت العديد من العلماء والشعراء والفنانين والمثقفين. وكان من بين الفنانين والمؤدين رواة قصص ذوي مكانة اجتماعية مرموقة، وكانوا يقفون عادةً على منبر المسجد لسرد القصص، إلا أنهم كانوا يُعاملون أحيانًا بقسوة من قِبل القيادات الفكرية لوصفهم بـ"المُحرضين على التمرد". ولذلك، ووفقًا للطبري، حوالي عام 893، أمر الخليفة العباسي المعتضد بالله بعدم السماح لأي قاص بالجلوس في الطرق العامة أو المسجد الرئيسي في المدينة. ومع ذلك، استمر رواة القصص في لعب دور مهم في الحياة اليومية للشعب العباسي، حيث تناولوا قضايا اجتماعية مثل تلك المتعلقة بوضع المرأة.
بحلول أواخر العصر العثماني وفترة مملكة العراق، أصبح احتلال القصخون جزءًا من الحياة اليومية وأدى إلى انتشار المقاهي في جميع أنحاء بغداد. ومع ذلك، يُعتبر الاحتلال حاليًا مهددًا بالانقراض. تراجع حضور القصخون مع انتشار أجهزة التلفزيون والأفلام في ستينيات القرن العشرين. ومع ذلك، ما زال دار الأطرقجي في بغداد من المقاهي القليلة التي تحتفظ بهذا التقليد، حيث يواصل محمود أبو تحسين حسين، الذي بدأ عمله عام 1975، سرد القصص لروّاد المقهى كل ليلة من ليالي رمضان. أما في الموصل، فقد ذاع صيت القصخون عبد الواحد إسماعيل في المقاهي القليلة المتبقية بالمدينة بعد معركة الموصل عام 2016، بفضل رواياته التاريخية التي توثق تراث المدينة.

## في الثقافة الشعبية
في قصة "رمضان" لنيل غيمان المنشورة في سلسلة دي سي كوميكس ساندمان والتي تظهر بغداد في عهد هارون الرشيد، تلعب رواية القصص ورواة القصص دورًا مهمًا في عرض ثقافة المدينة.